# Step Up Revolution
 Step Up 4: Revolution (en Hispanoamérica: Un Paso Adelante 4D, en España: Step Up 4: Revolution) es una película de baile/romántica estadounidense de 2012 dirigida por Scott Speer y producida por Jon M. Chu. Es la cuarta entrega de la serie Step Up. La película fue lanzada en España el 7 de septiembre de 2012 y estrellas Kathryn McCormick de la sexta temporada de So You Think You Can Dance y las características coreografías de Jamal Sims, Kim (Alessandra Vásquez), y Travis Wall. El diseño de producción fue creado por Carlos A. Menéndez. Esta película es la primera en ser producida y distribuida por Summit Entertainment, sin la participación de Touchstone.

## Sinopsis
Step Up 4 es la nueva entrega de la saga de éxito mundial, que ahora establece el baile en un dinámico contexto en la ciudad de Miami. Emily, hija de un acaudalado hombre de negocios llega hasta Miami con el sueño de convertirse en bailarina profesional. Pero pronto se enamora de Sean, un joven que dirige un equipo de baile de competición. Sean se esfuerza por llevar a su equipo, THE MOB, para ganar un importante concurso y así obtener un patrocinador. Pero el padre de Emily quiere hacerse con el barrio en el que vive Sean para especular con sus propiedades inmobiliarias, por lo que incomodará a los vecinos con malos modos y amenazas de desahucio. Por lo tanto, la única posibilidad de que el barrio sobreviva es intervenir en espacios públicos y en algunos privados. Para así, hacer realidad sus sueños y conservar sus hogares y su hija participa en ello.

## Reparto
- Ryan Guzman  como Sean.
- Kathryn McCormick como Emily Anderson.
- Misha Gabriel como Eddie.
- Peter Gallagher como Bill Anderson.
- Stephen "tWitch" Boss como Jason.
- Tommy Dewey como Trip.
- Cleopatra Coleman como DJ Penelope.
- Megan Boone como Claire.
- Adam Sevani como Robert "Moose" Alexander III.
- Michael 'Xeno' Langebeck como Mercury.
- Chadd "Madd Chadd" Smith como Vladd.
- Mari Koda como Jenny Kido.

## Taquilla
- Para su primera semana en la cartelera en los Estados Unidos Step UP 4D ha tenido una pésima apertura de 4,8 millones de dólares siendo una película en 3D.[3]
- Step Up Revolución ya en sus 5 días ya lleva recaudado 16,4 millones de dólares.
- Step Up Revolución en su estreno en países extranjeros: Ukrania, Tailandia, Rusia-CIS Polonia, Países Bajos, Hong Kong. Ya lleva recaudado 5,2 millones de dólares a nivel mundial leva 21,6 millones de dólares.[4] igualmente ya no está en taquilla si bien pueda la ve en el computador en español e inglés

## Tecnología de producción
Step Up Revolution fue filmado en "nativo" / "3D real" sin conversión postproducción usando Red Epic cámaras, Zeiss Ultra Prime y Lentes Angenieux Optimo DP y 3ality Technica TS-5 en equipos de cámara y procesador estéreo de imagen (SIP) en sistemas de tecnología.

## Banda sonora
| N.º | Título                 | Artista                           | Duración |  |
| 1.  | «Let’s Go»             | Travis Barker                     | 3:45     |  |
| 2.  | «Live My Life»         | Far East Movement & Justin Bieber | 4:14     |  |
| 3.  | «Hands In The Air»     | Timbaland & Ne-Yo                 | 4:00     |  |
| 4.  | «Bad Girls»            | M.I.A.                            | 4:37     |  |
| 5.  | «Get Loose»            | Sohanny And Vein                  | 3:16     |  |
| 6.  | «Feel Alive»           | Fergie con Pitbull & Dj Poet      | 4:07     |  |
| 7.  | «U Don’t Like Me»      | Diplo                             | 4:43     |  |
| 8.  | «This Is The Life»     | My Name Is Kay                    | 3:48     |  |
| 9.  | «Bring It Back»        | Travis Porter                     | 3:36     |  |
| 10. | «Goin’ In»             | Jennifer Lopez & Flo Rida         | 4:08     |  |
| 11. | «Dance Without You»    | Skylar Grey                       | 3:13     |  |
| 12. | «Don’t Like You»       | Eva Simons                        | 4:24     |  |
| 13. | «Dancing»              | Elisa                             | 5:36     |  |
| 14. | «To Build A Home»      | Cinematic Orchestra               | 6:09     |  |
| 15. | «Words»                | Skylar Grey                       | 4:54     |  |
| 16. | «Club Can't Handle Me» | Flo Rida & David Guetta           | 4:05     |  |